# Guilty Pleasure (album de Ashley Tisdale)
Guilty Pleasure este al doilea album al cântăreței americane Ashley Tisdale. Albumul a fost lansat de Warner Bros. Records pe 11 iunie 2009 și pe 28 iulie în America de Nord. Primul single de pe album, "It's Alright, It's OK", a avut premiera pe On Air With Ryan Seacrest și a fost lansat oficial pe 14 aprilie 2009. Albumul a debutat pe locul 12 în topul Billboard 200 cu o vânzare de 25,000 de exemplare în prima sa săptămână. Al doilea single, "Crank It Up" a fost lansat pe 16 octombrie 2009 în Europa. În America albumul a vândut 74,000 de copii până în februarie 2010.

## Istoria albumului
În aprilie 2008, Tisdale spusese că înregistrase câteva melodii pentru următorul ei album și că după regizarea a filmului High School Musical 3: Senior Year se va încadra exclusiv în acesta. Tisdale a remarcat că melodiile din album au un mesaj și o poveste. 
A declarat că e un album "mult mai matur, rocker" decăt albumul ei anterior. Ashley a fost implicată în fiecare aspect al producția albumului, în care au colaborat Katy Perry și Pat Benatar, între alții.